# SNCB 59 sorozat
Az SNCB 201 sorozat egy négytengelyes, villamos erőátvitelű, Bo'Bo' tengelyelrendezésű dízelmozdony-sorozat. A Cockerill és az ACEC gyártotta 1954–1955 között, összesen 55 db készült belőle az SNCB részére. A sorozatot az SNCB 2002-ben selejtezte.